# الیسیو کیف
الیسیف کیف با نام کامل الیزاوتا یاروسلاونا (نروژی: Ellisif یا Elisiv ; روسی: Елизавета Ярославна ; اوکراینی: Єлизавета Ярославна ; ۱۰۲۵ - ج. ۱۰۶۷) شاهزاده کیف و همسر هارالد هاردرادا پادشاه نروژ بود. یاروسلاو حکیم دخترش الیزابت را با هارولد نروژی مزدوج کرد. با این حال، این ازدواج با یک تاریخ طولانی پر از رمانتیسم و درام پیش بود. یک جوان نروژی در اولین سفر خود به کیف، عاشق الیزابت شد. شاهدخت روسی به هارولد، شاهزاده، شاعر و بارد پاسخ متقابل داد. اما پدر قبول نکرد، شاهزاده یاروسلاو حکیم، تنها در صورتی پذیرفت که دخترش را با یک نروژی مزدوج کند که او پادشاه شود و به خاطر پیروزی شوالیه ای خود مشهور شود. هارولد همچنین موفق به نوشتن شعر شد که محبوب‌ترین آنها ترانه ای بود که به الیزابت تقدیم شده بود. با این حال، زندگی زناشویی آنها کوتاه بود. هارولد قبلاً در مقام پادشاه نروژ به جنگ انگلستان رفت، جایی که در یکی از نبردهای سال ۱۰۶۶ کشته شد. پس از مرگش، الیزابت یاروسلاونا دوباره ازدواج کرد و ملکه دانمارک شد.

## زندگی‌نامه
الیزاوتا دختر شاهزاده بزرگ روس کیف، یاروسلاو حکیم، و همسرش شاهزاده اینگگرد اولوفسدوتر سوئد، دختر اولوف اسکوتکونونگ پادشاه سوئد و استرید اوبوتریت‌ها بود. الیزاوتا خواهر آناستازیای کیف بود که با اندرو اول مجارستانی ازدواج کرد، آنا کیف که با هنری اول فرانسوی و احتمالاً آگاتا همسر ادوارد تبعیدی ازدواج کرد برادرانش شامل ولادیمیر نووگورود، ایزیاسلاو اول از کیف بودند. اسویاتوسلاو دوم از کیف، وسوولود اول، شاهزاده کیف و ایگور یاروسلاویچ.
در زمستان ۱۰۴۳–۱۰۴۴، الیزاوتا با شاهزاده هارالد سیگوردسون نروژ ازدواج کرد. هارالد در سال ۱۰۳۰ نروژ را پس از شرکت در نبرد استیکلستاد در کنار برادر ناتنی خود اولاف دوم پادشاه نروژ ترک کرده بود. هارالد از آن زمان تحت حمایت پدرش و همچنین پادشاه بیزانسی خدمت کرده بود.
الیزاوتا مخاطب اشعار بازمانده هارالد بود که در آن از عدم ابراز محبت او نسبت به او ابراز تاسف کرد. در سال ۱۰۴۵، او به دنبال هارالد به نروژ رفت، جایی که او با برادرزاده‌اش، پادشاه مگنوس خوب، هم‌پادشاه شد. در نروژ، الیزاوتا به ملکه الیسیو معروف بود. این ازدواج به بهترین وجه توسط شاعر درباری مستند شده‌است. هیچ مدرک دیگری در مورد اقامت او در نروژ وجود ندارد.
در سال ۱۰۴۷، پادشاه هارالد پس از مرگ پادشاه مگنوس، تنها حاکم نروژ شد. در سال ۱۰۴۸، هارالد همسر دیگری به نام تورا توربرگسداتر گرفت که از او صاحب دو پسر به نام‌های مگنوس و اولاف شد. این ازدواج تا حد زیادی با سیاست و ایجاد اتحاد قابل توضیح است. روسای خانواده گیسکه نقش کلیدی در سیاست قدرت داشتند. این احتمال وجود دارد که الیسیو در روسیه مانده باشد یا در راه نروژ مرده باشد. با این حال، این بدان معناست که دختران هارالد، اینگگرد و ماریا که به او نسبت داده می‌شوند، باید از تورا باشند، که محتمل تلقی نمی‌شود، زیرا ماریا با Øystein Orre از گیسکه نامزد کرده بود. تورا مادر هر دو پادشاه اولاو کایر و پادشاه مگنوس دوم هارالدسون شد.
در سال ۱۰۶۶، هارالد به انگلستان حمله کرد که در نبرد استمفورد بریج کشته شد. سنت می‌گوید که الیسیو و دخترانش به دنبال هارالد به انگلستان رفتند که ماریا همان‌طور که گفته شد با خبر مرگ پدرش درگذشت. پس از آن الیسیو و دختر دومش، اینگهگرد، با ناوگان نروژی به نروژ بازگشتند. الیسیو قرار بود در این سفر در جزایر اورکنی بماند. با این حال، قدیمی‌ترین حماسه‌ها ادعا می‌کنند که این تورا توربرگسداتر بوده و نه الیسیو که هارالد را در این سفر همراهی می‌کند، که احتمال بیشتری دارد، زیرا تورا پسر عموی تورفین سیگوردسون، ارل اورکنی بود.
به گفته آدام از برمن، مادر پادشاه اولاو کایر با پادشاه سوئین دوم دانمارک یا با یک پادشاه سوئدی که نامش فاش نشده بود، به عنوان بیوه ازدواج کرد، اما این موضوع تأیید نشده‌است. همچنین مشخص نیست که آیا این به مادر واقعی اولاو کایر، که به معنای تورا توربرگسداتر است، یا نامادری او، که به معنای الیسیو است، اشاره دارد. تاریخ و مکان مرگ ملکه السیو مشخص نیست.

## فرزندان
الیسیو و هارالد دو دختر داشتند:
- Ingegerd (حدود ۱۰۴۵–۱۱۲۰); ابتدا با اولاف هانگر، پادشاه دانمارک، و پس از مرگ او، با فیلیپ، پادشاه آینده سوئد ازدواج کرد.[۱۳][۱۴]
- ماریا (درگذشت ۲۵ سپتامبر ۱۰۶۶)؛ با ایستین اوره (برادر Tora Torbergsdatter) قول ازدواج داد، اما طبق گزارش‌ها در همان روزی که هارالد و ایستین مردند در اورکنی درگذشت.